# Osséja
Osséja (catalansk: Oceja) er en by og kommune i departementet Pyrénées-Orientales i Sydfrankrig.

## Geografi
Osséja ligger i Cerdagne 101 km vest for Perpignan. Nærmeste byer er mod vest Palau-de-Cerdagne (1 km) og mod nordvest Bourg-Madame (4 km).

## Demografi

### Udvikling i folketal
| 1962                                                              | 1968  | 1975  | 1982  | 1990  | 1999  | 2007  | 2013  | 2017  |
| ----------------------------------------------------------------- | ----- | ----- | ----- | ----- | ----- | ----- | ----- | ----- |
| 1.096                                                             | 1.082 | 1.134 | 1.279 | 1.274 | 1.282 | 1.480 | 1.333 | 1.330 |
| Tal fra og med 1962 er uden dobbelttælling (sans doubles comptes) |       |       |       |       |       |       |       |       |